# Zbór Śląskiego Kościoła Ewangelickiego Augsburskiego Wyznania w Bystrzycy

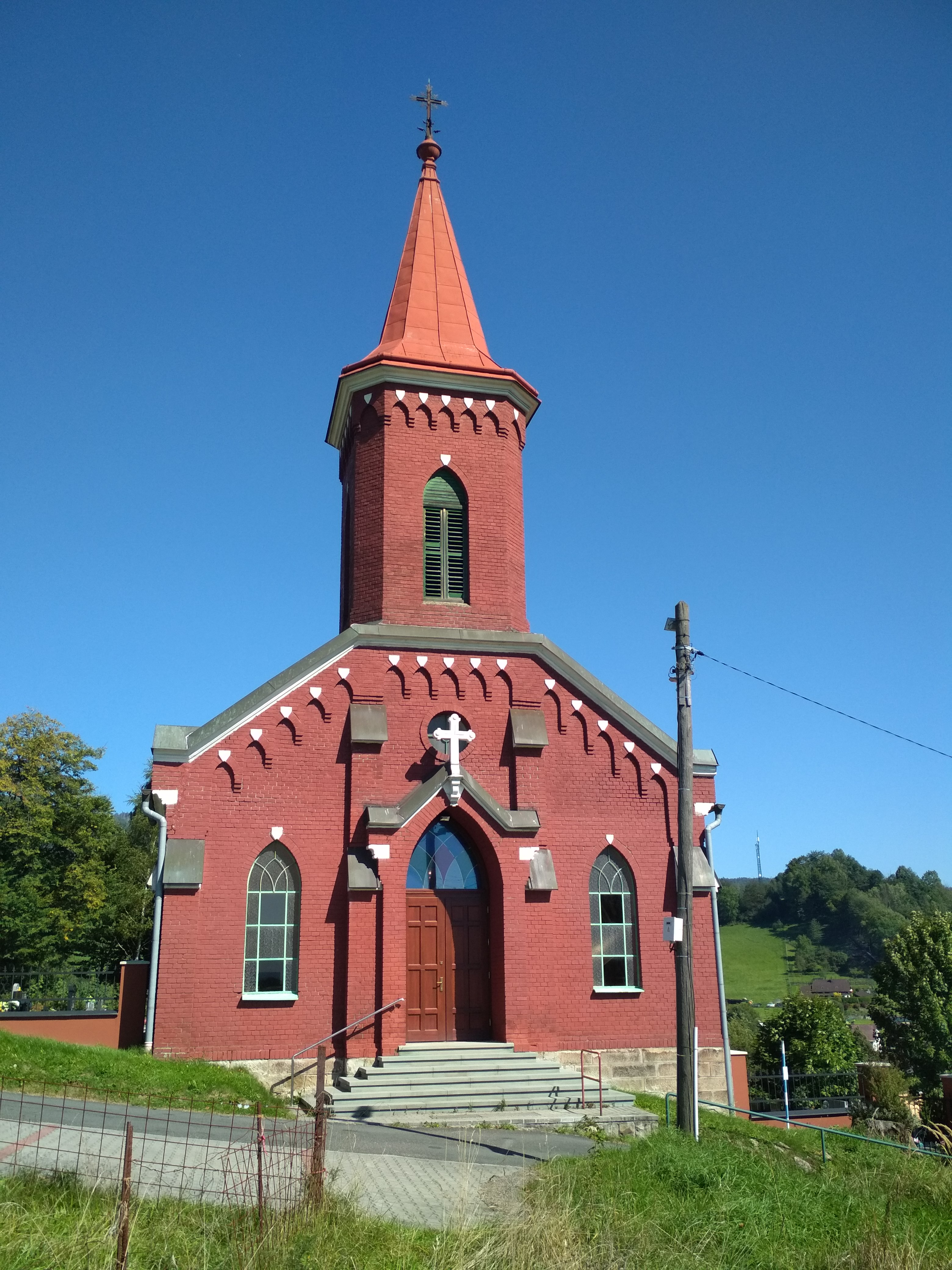
Kaplica filialna w Nydku

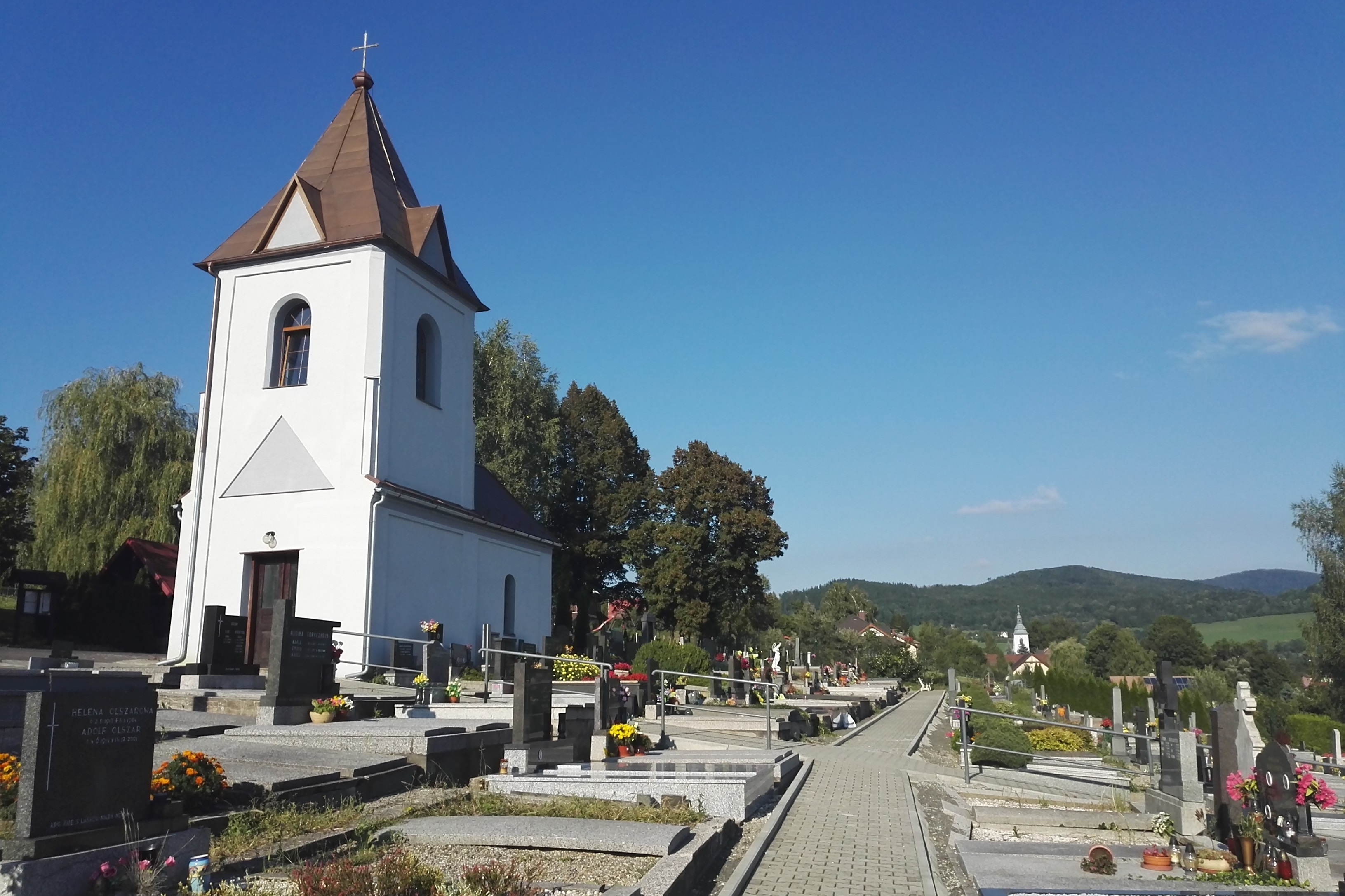
Kaplica filialna w Wędryni

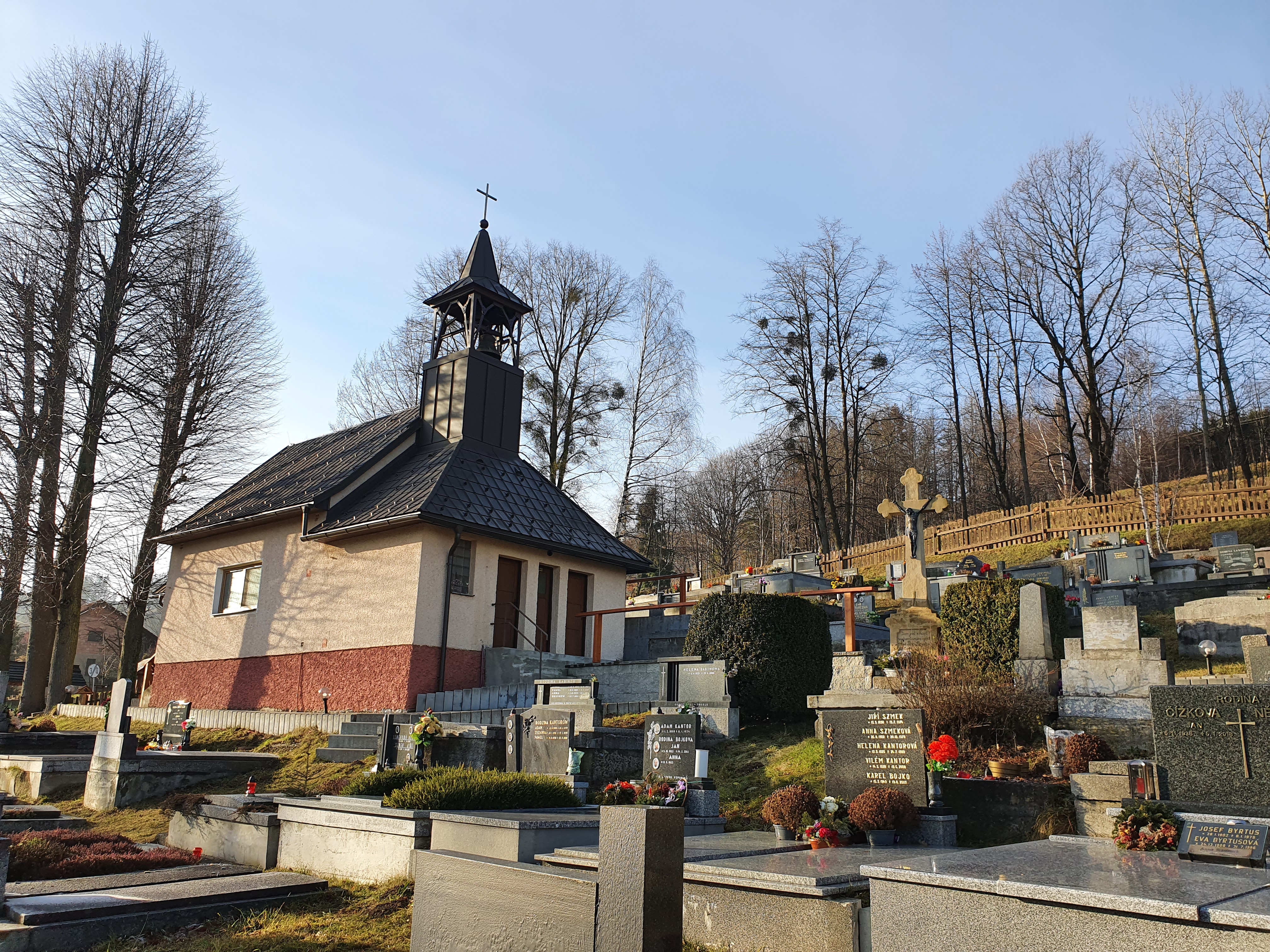
Kaplica filialna w Koszarzyskach

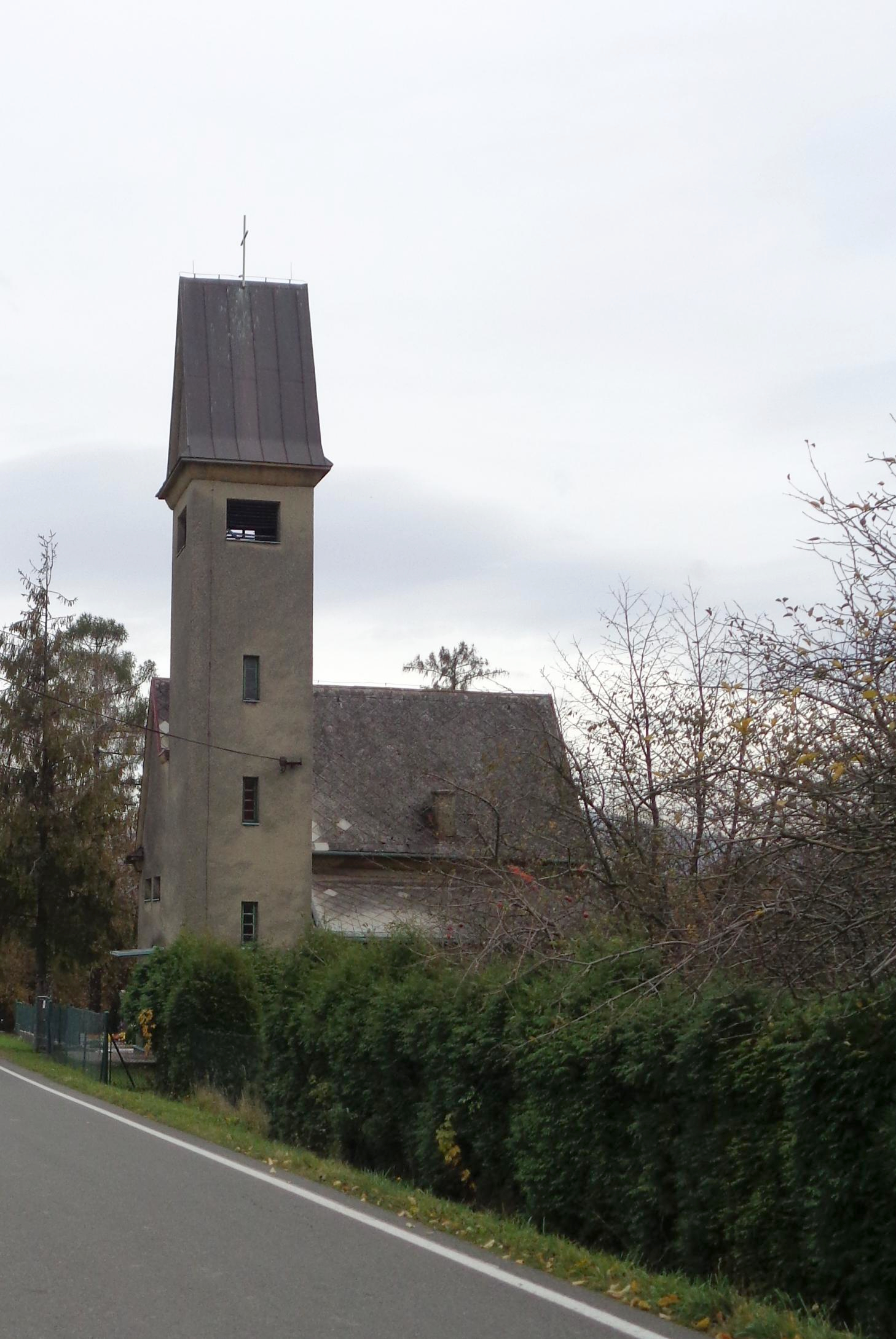
Kaplica filialna w Karpętnej

Zbór Śląskiego Kościoła Ewangelickiego Augsburskiego Wyznania w Bystrzycy – zbór (parafia) luterańska w Bystrzycy, należąca do senioratu jabłonkowskiego Śląskiego Kościoła Ewangelickiego Augsburskiego Wyznania, w kraju morawsko-śląskim, w Czechach. Według danych na koniec 2022 liczył 564 członków.

## Historia
Początki zboru (parafii) luterańskiej w Bystrzycy związane są z wydaniem przez cesarza Józefa II Habsburga Patentu Tolerancyjnego w 1781. Pozwolenie na budowę kościoła uzyskano 8 maja 1782. Kamień węgielny położono 25 lipca tego roku. Jako tymczasowy wybudowano kościółek drewniany, a budowę murowanej świątyni przeprowadzono w latach 1811-1817. Pierwszym pastorem został pastor Andrzej Paulini z Węgier (1782-1805), po nim jego syn, również Andrzej (1805-1829), późniejszy superintendent morawsko-śląski. Następnie Wilhelm Raschke (1829-1855).
Patent Tolerancyjny ustanowił również strukturę oficjalnie działającego Kościoła ewangelickiego w Przedlitawii. Wszystkie zbory zostały podległe konsystorzowi powstałemu w 1784 w Cieszynie a w 1785 przeprowadzonemu do Wiednia. W 1784 powstała superintendentura dla Moraw, Śląska i Galicji. W 1807 powstał seniorat śląski, któremu z czasem podległe zostały wszystkie zbory na Śląsku Austriackim.
Według schematyzmu kościelnego z 1875 zbór obejmował miejscowości Bystrzyca, Nydek, Wędrynia, Oldrzychowice, Tyra, Karpętna i Koszarzyska zamieszkałych przez około 7000 luteran.
Po I wojnie światowej i polsko-czechosłowackim konflikcie granicznym obszar zboru znalazł się w granicach Czechosłowacji. Po 1920 wraz z pięcioma innymi polskojęzycznymi zborami luterańskimi utworzył odrębny Kościół Ewangelicki Augsburskiego Wyznania na Śląsku Wschodnim w Czechosłowacji, który został oficjalnie uznany w dniu 24 maja 1923. Kiedy w październiku 1938 Polska dokonała aneksji tzw. Zaolzia zbory te połączono z polskim Kościołem ewangelicko-augsburskim. Już rok później, po włączeniu większości terenu Śląska Cieszyńskiego do III Rzeszy podporządkowano je niemieckiemu konsystorzowi we Wrocławiu. Po drugiej wojnie światowej ŚKEAW ponownie uznano oficjalnie w 1948.

## Proboszczowie i administratorzy
- Andrzej Paulini (senior) (1782-1805)[4]
- Andrzej Paulini (junior) (1805-1829)[4]
- Wilhelm Raszke (1829-1855)[4]
- Oskar Kotschy (1855-1879)[4]
- Karol Michejda (1879-1924)[4]
- Franciszek Buchwałdek (1924-1934)[5][6]
- Jan Karpecki (1934–1939)[6]
- Heinrich Gerhard (1941–1943)[4]
- Józef Fukała (1943-1945)[4][7]
- Emanuel Tlołka (1945-1970)[8]
- Jaroslav Kaleta (1971-1984)[4]
- Jan Niedoba (1985–1995)[4]
- Jan Wacławek (1997–1998)[4]
- Roman Raszka (1998-2019)[4]
- Jan Wacławek (od 2020)[9]

## Działalność

### Obiekty sakralne i inne obiekty parafialne
Do zboru należy szereg obiektów sakralnych, takich jak kościół w Bystrzycy oraz kaplice w Koszarzyskach, Nydku i Wędryni. Parafia użytkuje również kaplicę ewangelicką w Karpętnej, będącą własnością gminy, pozostając jednak właścicielem gruntu, na którym jest zlokalizowana.
Do pozostałych obiektów w majątku zboru znajdujących się w Bystrzycy należy dom parafialny, budynek „Kanaán” oraz oddana do użytku w 2022 siedziba przedszkola, położona obok domu parafialnego.
Parafia administruje cmentarzami wyznaniowymi w Bystrzycy (stary cmentarz ewangelicki), Karpętnej, Wędryni oraz częścią cmentarza w Nydku.

### Duchowni i kierownictwo zboru
Proboszczem parafii pozostaje ks. Jan Wacławek, a stanowisko diakona pełni Boleslav Taska. Na czele zboru stoi prezbiterium, liczące 15 członków.

### Nabożeństwa
Nabożeństwa w kościele w Bystrzycy prowadzone są w każdą niedzielę i święta. W czasie adwentu oraz w okresie okresie pasyjnym mają miejsce również nabożeństwa tygodniowe. Organizowane są także inne nabożeństwa okolicznościowe. Prowadzona jest transmisja internetowa nabożeństw.
Niektóre nabożeństwa w kościele w Bystrzycy, w tym świąteczne, organizowane są razem z miejscowym zborem Luterańskiego Ewangelickiego Kościoła Augsburskiego Wyznania.
Nabożeństwa odbywają się także w trzech kaplicach filialnych – w Koszarzyskach (w pierwszą niedzielę miesiąca), w Nydku (w trzecią i czwartą niedzielę miesiąca) oraz w Karpętnej (kilka razy w roku w drugą niedzielę miesiąca, w kaplicy w Karpętnej mają również miejsce nabożeństwa organizowane przez Luterański Ewangelicki Kościół Augsburskiego Wyznania, które odbywają się kilka razy w roku w trzecią niedzielę miesiąca).
Nabożeństwa zarówno w kościele w Bystrzycy, jak i w poszczególnych kaplicach prowadzone są naprzemiennie w językach czeskim i polskim. Organizowane są również nabożeństwa wspólne dla obu grup językowych.
W 2022 średnia frekwencja uczestników w kościele wynosiła około 100 wiernych na jednym nabożeństwie niedzielnym, natomiast w każdej z kaplic było to około 20 osób na nabożeństwo.
Specjalne nabożeństwa dla seniorów z Sakramentem Ołtarza oraz poczęstunkiem odbywają się cztery razy do roku w sali zlokalizowanej w bystrzyckim domu parafialnym.
Nabożeństwa w trzeci wtorek miesiąca mają miejsce również w znajdujących się na terenie parafii domach opieki, zlokalizowanych w Bystrzycy, Nydku i Wędryni-Zaolziu.

### Działalność oświatowa
Od 1 września 2022 parafia prowadzi ewangelickie przedszkole w Bystrzycy, w którym zajęcia odbywają się zgodnie ze szkolnym programem wychowawczym „Chrześcijańskie Przedszkole”.
Parafia zajmuje się także nauką w ramach prowadzonych w szkołach lekcji religii. Zajęcia te odbywają się w Polskiej Szkole Podstawowej w Bystrzycy, Szkole Podstawowej w Bystrzycy, Szkole Podstawowej w Koszarzyskach, Szkole Podstawowej w Nydku i Polskiej Szkole Podstawowej w Wędryni.

### Pozostałe aktywności
W trakcie nabożeństw niedzielnych odbywają się również zajęcia szkółki niedzielnej, które są prowadzone w Bystrzycy oraz Nydku.
Raz w tygodniu mają miejsce spotkania młodzieżowe oraz dla młodych dorosłych. Odbywają się także spotkania dla rodzin, matek z dziećmi, małżeństw, kobiet oraz mężczyzn. Przez Społeczność Chrześcijańską organizowane są godziny biblijne. Prowadzone są również spotkania ewangelizacyjno-uwielbieniowe „Nýdecký revival”.
Działa chór parafialny, chór żeński „Laudate” oraz chórek dziecięcy „D.E.CH”. Prowadzone są również dwa zespoły muzyczne młodzieży młodszej i jeden dla młodzieży starszej. Ponadto przy parafii funkcjonuje orkiestra dęta.
Parafia organizuje obozy letnie i półkolonie dla dzieci. Jest również zaangażowana w misje na Ukrainie.
Prowadzona jest współpraca z bystrzyckim zborem Luterańskiego Ewangelickiego Kościoła Augsburskiego Wyznania. Odbywają się wspólne nabożeństwa i akcje, jak również spotkania pastorów obu kościołów. Raz w roku ma miejsce posiedzenie komisji gospodarczych i duchownych dwóch zborów, na których planowana jest organizacja wspólnych aktywności. Zbór Śląskiego Kościoła Ewangelickiego Augsburskiego Wyznania w Bystrzycy nawiązał również w 2022 kontakty ze starostami gmin, które są objęte jego działalnością.